# Lee Cooper
Lee Cooper es una empresa anglo-estadounidense de fabricación de ropa y calzado, con sede en Shoreditch, especializada en productos de mezclilla. Además de su propia producción, la empresa licencia la venta de numerosos artículos de la marca Lee Cooper en todo el mundo. Fundada como M. Cooper (Overalls) Ltd, la empresa originalmente producía ropa de trabajo para la exportación desde Inglaterra y comenzó a especializarse en chaquetas y pantalones vaqueros en la década de 1930. Los productos actuales de la marca incluyen pantalones vaqueros, prendas de mezclilla camisetas, zapatillas de deporte, mochilas y riñoneras.

## Historia

### Primeros años
La empresa que finalmente se convertiría en Lee Cooper fue fundada en 1908 por Morris Cooper y su amigo Louis Maister, tras llegar a Londres desde Lituania (entonces parte del Imperio ruso), tras haber pasado un tiempo en Sudáfrica. Operando bajo el nombre de M. Cooper (Overalls) Ltd, desde sus instalaciones en Middlesex Street (también conocida como Petitcoat Lane), en el East End de Londres de Londres, centro de la industria textil, y comenzaron a producir ropa de trabajo, tras identificar un mercado para este producto en Sudáfrica.
Durante los años de la Primera Guerra Mundial, M. Cooper (Overalls), que para entonces empleaba a más de 600 personas, interrumpió la producción de ropa de trabajo y comenzó a fabricar uniformes, sacos para equipación y mochilas para el Ejército Británico. En 1937, se inauguró una nueva fábrica dedicada a la fabricación de tela vaquera en Stratford, con unas ganancias de 1000 libras esterlinas a finales de año. El estallido de la Segunda Guerra Mundial en 1939 llevó a Morris Cooper a dividir el negocio en dos: una rama continuó fabricando ropa de trabajo, mientras que la otra se concentró en la producción de uniformes militares, uniformes de combate y overoles de vuelo. M. Cooper (Overalls) se convirtió con el tiempo en uno de los principales proveedores de la Fuerzas Armadas británicas.

### Posguerra
Morris Cooper falleció en 1940 y su hijo, Harold Cooper, se hizo cargo del negocio a su regreso del servicio activo en la RAF. Se dedicó a modernizar la empresa y a aprovechar su éxito durante la guerra, centrando su atención en la producción de ropa informal y denim, y aprovechando la introducción del racionamiento de ropa para aumentar la competitividad. Como parte de una estrategia de renovación de marca, la empresa cambió de nombre, y Harold añadió una versión del apellido de su esposa, Leigh, al suyo para crear "Lee Cooper".
Los vaqueros Lee Cooper fueron adoptados por la contracultura juvenil de los años 1950 y 1960, y Harold aprovechó esta asociación patrocinando una gira de Rolling Stones y colaborando con Serge Gainsbourg y Jane Birkin. La compañía causó cierto escándalo moral en 1953 al introducir la cremallera frontal en los vaqueros de mujer y encargó una serie de audaces campañas publicitarias, algunas de las cuales incorporaron diseñadores ficticios como el italiano Alfredo Angelous para atraer a subculturas como los mods, que preferían el estilo continental.
A finales de la década de 1970 se produjo una expansión de la producción, con la apertura de fábricas en Irlanda, Francia y Túnez. A mediados de la década de 1980, estas instalaciones producían entre 40.000 y 45.000 prendas semanales. Durante este periodo, la facturación anual superó los 100 millones de libras. Lee Cooper también fue uno de los principales patrocinadores de la Eurocopa 1984, organizada en Francia.
En 1989, la familia Cooper vendió su participación mayoritaria en el negocio y, desde entonces, Lee Cooper se ha convertido en una marca de estilo de vida, operando en más de setenta mercados en todo el mundo. En 2008, la compañía celebró su centenario.

### Años 2000
En 2019, entró en el mercado de Bangladés mediante una colaboración con una empresa local llamada Express Leather Products.
En 2013, el Iconix Brand Group adquirió Lee Cooper a Sun Capital Partners.
Pimkie, una cadena de moda femenina francesa, decidió vender la mayor parte de sus activos en octubre de 2022 a tres empresas diferentes: Lee Cooper, especializada en vaqueros y denim; Kindy, fabricante de calcetines; y Ibisler Tekstil, proveedor textil en Turquía. Lee Cooper Francia tendría la mayor participación en la compañía, superando a Kindy e Ibisler Tekstil.